# Rutan Voyager

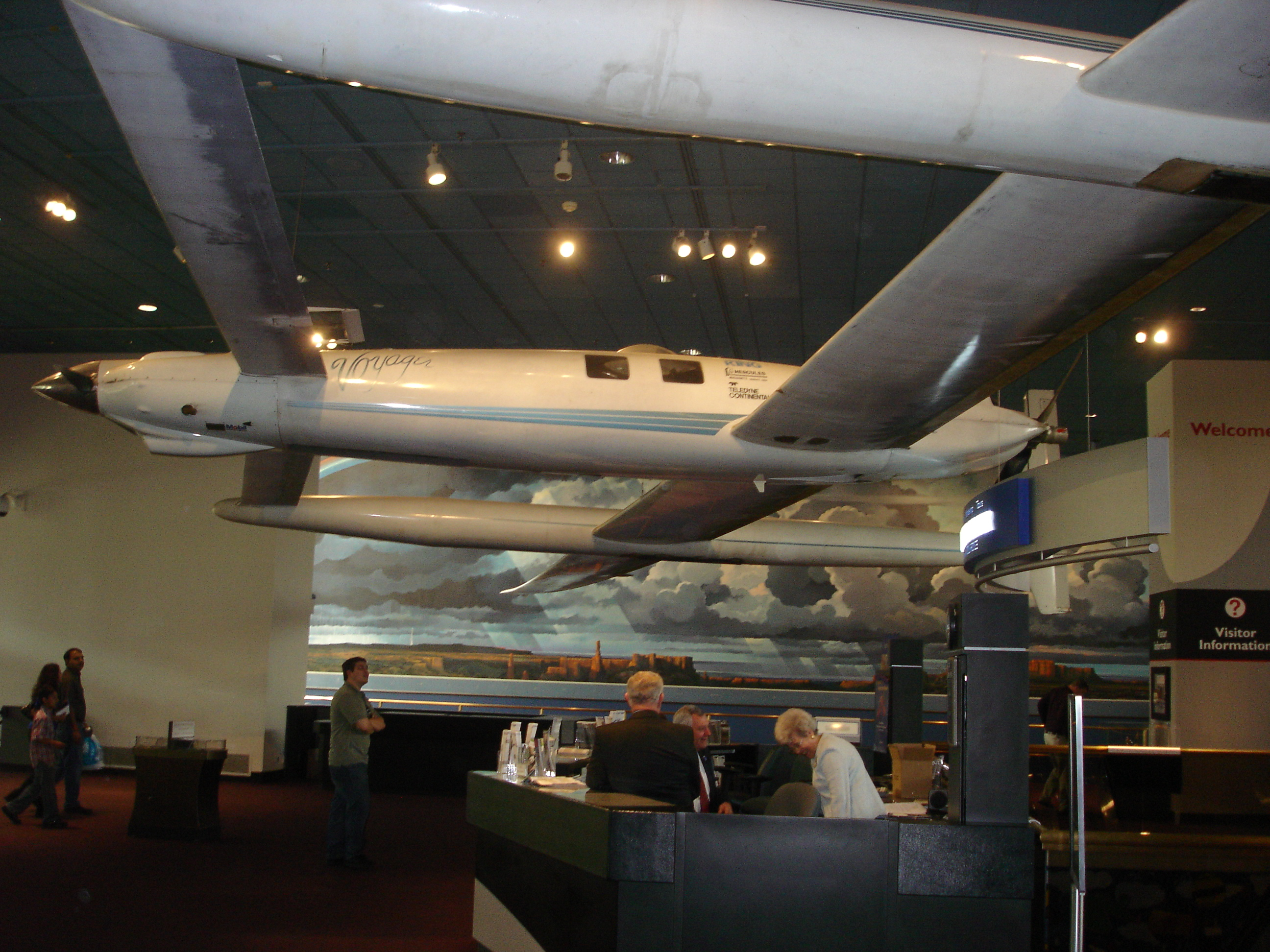
Voyager w National Air and Space Museum

Rutan Voyager – amerykański, dwumiejscowy samolot zaprojektowany przez Burta Rutana w celu pobicia rekordu odległości lotu bez międzylądowania i uzupełniania paliwa w powietrzu.

## Historia

### Projekt
Maszynę zaprojektował Burt Rutan jako samolot mający na celu pobicie rekordu odległości bez międzylądowania i bez uzupełniania paliwa w locie. Rutan zaprojektował samolot, który musiał sprostać wymaganiom, jakim nie podołała jeszcze żadna zbudowana do tej pory na ziemi maszyna. Głównymi elementami, jakie wzięto pod uwagę projektując nowy samolot była jego doskonałość aerodynamiczna, zużycie paliwa na godzinę lotu oraz stosunek masy startowej do masy pustego samolotu. Aby oblecieć ziemię bez lądowania należało zatem zbudować samolot o jak największej doskonałości, lekki i pojemny, aby mógł zabrać na pokład wymaganą ilość paliwa, z silnikami o dostatecznie dużej mocy, aby mogły unieść napełniony paliwem samolot, i niewielkim jego zużyciu. Zbudowano samolot o bardzo dużym wydłużeniu skrzydeł z wingletami na końcach, dzięki temu zminimalizowano opory powstające na płatach i uzyskano dużą doskonałość. Zastosowanie układu kaczki pozwoliło przejąć część obciążeń, jakie powstają w locie na przedni płat. Układ z dwoma silnikami, jednym pchającym i drugim ciągnącym, pozwalał podczas lotu, kiedy nie jest potrzebna duża moc, wyłączyć jeden z nich bez stwarzania sytuacji asymetrycznego ciągu. Duża moc silników potrzebna była tylko podczas startu z pełnym obciążeniem paliwem. Dwa boczne kadłuby służyły jako zbiorniki paliwa dodatkowo stabilizując przedni płat, który jest do nich umocowany. Gotowy samolot oblatany został 22 czerwca 1984 roku.

### Historia lotów dookoła świata
Pierwszego lotu dookoła świata dokonały dwa (z czterech, które wystartowały) dwupłatowe samoloty Douglas World Cruiser, które w 1924 roku pokonały 44 333 km w 175 dni. 5 lat później, w 1929 roku, niemiecki sterowiec LZ 127 Graf Zeppelin pod dowództwem dr. Hugo Eckenera pokonał trasę liczącą prawie 50 000 km w 21 dni. W 1931 roku, Wiley Post i Harold Gatty na samolocie Lockheed Vega o nazwie własnej Winnie Mae pokonali trasę dookoła świata w 8 dni i 15 godzin, lecieli jednak po krótszej, północnej trasie liczącej ok. 25 000 km. Dwa lata później, w 1933 roku, Wiley Post jako pierwszy człowiek na ziemi samotnie poleciał dookoła świata po tej samej trasie liczącej 25 099 km, lecąc ponownie na samolocie Winnie Mae. Lot trwał 7 dni i 18 godzin. W 1937 roku Amelia Earhart, pierwsza kobieta za sterami samolotu, która pokonała Atlantyk wyruszyła na samolocie Lockheed L-10E Electra w lot dookoła świata. Zamierzała oblecieć glob lecąc wzdłuż równika. Earhart wraz z nawigatorem Fredem Noonanem po 40 dniach podróży zginęli nad Oceanem Spokojnym. Okoliczności ich śmierci nie są do końca wyjaśnione. W 1949 roku Boeing B-50 Superfortress o nazwie Lucky Lady II dokonał pierwszego przelotu dookoła świata bez lądowania, uzupełniając paliwo w locie ze zmodyfikowanych do tego celu maszyn Boeing B-29 Superfortress.

### Lot
W niedzielę 14 grudnia 1986 Voyager wystartował z Edwards Air Force Base w Kalifornii do rekordowego lotu. Pilotami byli: brat konstruktora Dick Rutan i Jeana Yeager. Po wejściu pilotów do kabiny, przedstawiciele National Aeronautic Association zakleili właz i pokrywy wlewów paliwa taśmą ze swoimi podpisami, która po wylądowaniu miała stanowić jeden z dowodów odbycia rekordowego lotu. O 8:01 rano czasu lokalnego Voyager ruszył do startu. Niewiele brakowało, aby lot zakończył się w momencie startu. Pod wpływem obciążenia paliwem, końcówki płatów zwisały zaledwie 18 cm nad płytą lotniska. Podczas startu, przez pierwsze kilka metrów podtrzymywane były przez biegnących obok samolotu mechaników, jednak gdy samolot zwiększył prędkość, puszczone końcówki opadły na ziemię i zaczęły o nią trzeć. Uszkodzeniu uległy połączenia skrzydeł z wingletami oraz zdarta warstwa pokrycia płatów na obydwu końcach skrzydeł. Nie przerwano startu i po 4 270 metrach rozbiegu samolot oderwał się od ziemi. W pierwszej fazie lotu samolot eskortowany był przez Burta Rutana, który leciał w samolocie Beechcraft Duchess. Po wystartowaniu, z pokładu Duchessa dokonano oględzin uszkodzonych płatów i podjęto decyzję o oderwaniu wingletów. Początkowo zamierzano tego dokonać przez uderzenie skrzydłem Duchessa w winglet Voyagera, jednak taki manewr stwarzał zbyt wielkie zagrożenie. Po przedyskutowaniu problemu pilot Voyagera Dick Rutan zwiększył prędkość i wykonał ślizg boczny, w wyniku manewru winglet odpadł, operację powtórzono, aby oberwać drugie skrzydełko. Po wykonaniu dwóch pełnych kręgów nad lotniskiem, samolot skierował się nad Pacyfik. Nad Hawajami dokonano powtórnych oględzin końcówek skrzydeł z samolotu, który towarzyszył Voyagerowi w locie nad archipelagiem. Po półtorej doby od startu pojawiło się kolejne niebezpieczeństwo w postaci szalejącego nad oceanem, na północny zachód od Australii tajfunu Merge. Voyager minął tajfun od północy, kierując się ku Filipinom. Nie obyło się bez komplikacji, silne turbulencje powietrza spowodowane bliskością tajfunu zmusiły samolot do wykonania szerokiego zakrętu o 180°. Silne turbulencje poobijały załogę w kokpicie. Pierwotna trasa lotu zakładała przelot nad Australią i południowym Oceanem Indyjskim jednak przelot na północ od tajfunu wymusił zmianę kursu. Minąwszy w połowie trzeciego dnia lotu Filipiny, samolot skierował się prosto na zachód uważając, aby nie wlecieć w strefę obrony powietrznej Wietnamu, z którym nie uzgadniano wcześniej przelotu. Samolot przeleciał nad Półwyspem Malajskim, nad którym również miała być zapewniona eskorta w postaci towarzyszącego samolotu. Nie doszło do tego – urzędnik, przeświadczony, że jest obiektem żartu pilota, twierdzącego że dokonuje lotu dookoła świata bez tankowania, nie zezwolił na start. Voyager minął półwysep, północne obszary Oceanu Indyjskiego, Sri Lankę a 18 grudnia pobił jeden ze swoich pierwszych rekordów – maksymalnej odległości w przelocie otwartym, wynoszący 20 164 km, który ustanowiła załoga Boeinga B-52H Stratofortress w 1962 roku na trasie Okinawa – Madryt. Lot dookoła świata (dystans 40 212 km) zakończył się po 9 dniach, 3 minutach i 44 sekundach – 23 grudnia 1986. Po tym wyczynie maszyna trafiła do amerykańskiego National Air and Space Museum, gdzie znajduje się do dziś.

## Konstrukcja
Voyager jest dwumiejscowym, dwusilnikowym, wolnonośnym dolnopłatem zbudowanym z kompozytów, w układzie kaczki. Płat główny o prostokątnym obrysie w części środkowej i trapezowym w częściach zewnętrznych. Skrzydło jest bardzo elastyczne, posiada możliwość wygięcia swoich końców od maksymalnego w górę do maksymalnego w dół o 9 metrów. Skrzydło o konstrukcji dźwigarowo-skorupowej, laminarnym profilu, wykonane z kompozytów węglowych, zaopatrzone w dwudzielne lotki, klapy i winglety. Usterzenie poziome, które tworzy jednocześnie płat przedni ma równoległoboczny obrys i lekki skos do przodu. Aby zapobiec utracie laminarności płata z powodu np. osiadania szczątków owadów, zamontowano na nim 210 niewielkich turbulizatorów. Maszyna poza kadłubem głównym, w którym zamontowane są dwa silniki, na przodzie i z tyłu kadłuba, mieści również kabinę pilotów. Dwa kadłuby boczne o konstrukcji skorupowej mieszczą zbiorniki paliwa, na ich końcach zamontowano stateczniki pionowe. Napęd stanowią dwa silniki tłokowe Continental O-240 o mocy 97 kW i Continental IOL-200 o mocy 82 kW, napędzające przednie śmigło ciągnące i tylne pchające. W kadłubie znajdują się leżące miejsca dla dwuosobowej załogi.